# Gold (Britt Nicole)
Gold è il terzo album in studio della cantante statunitense Britt Nicole, pubblicato nel 2012.

## Tracce
1. Gold – 2:58
2. All This Time – 3:23
3. Look Like Love – 3:31
4. Who You Say You Are – 4:11
5. Ready or Not (featuring Lecrae) – 3:00
6. Breakthrough – 3:12
7. Stand – 3:38
8. The Sun Is Rising – 4:26
9. Amazing Life – 3:33
10. Still That Girl – 4:26
11. Seeing for the First Time – 4:01